# Monaco op de Olympische Zomerspelen 1972
Monaco nam deel aan de Olympische Zomerspelen 1972 in München, West-Duitsland. Het was de tiende deelname en ook dit keer werd geen medaille gewonnen.

## Deelnemers en resultaten
(m) = mannen, (v) = vrouwen 

### Schermen
| Olympiër            | Discipline | Resultaat | Prestatie                                                                              |
| ------------------- | ---------- | --------- | -------------------------------------------------------------------------------------- |
| Jean Charles Seneca | degen (m)  | 27e       | 1ste ronde groep I: 4de met 2 overwinningen 2de ronde groep G: 4de met 2 overwinningen |

### Schietsport
| Olympiër        | Discipline             | Resultaat | Prestatie                        |
| --------------- | ---------------------- | --------- | -------------------------------- |
| Francis Boisson | 50m geweer 3 houdingen | 67e       | 1004 punten: (375-326-303)       |
| Joe Barrai      | 50m geweer liggend     | 31e       | 593 punten: (99-100-99-99-99-97) |
| Francis Boisson | 50m geweer liggend     | 73e       | 585 punten: (96-98-99-99-97-96)  |
| Paul Cerutti    | trap                   | DSQ       | 171 punten                       |

Afghanistan · Albanië · Algerije · Amerikaanse Maagdeneilanden · Argentinië · Australië · Bahama's · Barbados · België · Bermuda · Birma · Bolivia · Bondsrepubliek Duitsland · Brazilië · Brits-Honduras · Bulgarije · Canada · Ceylon · Chili · Colombia · Congo-Brazzaville · Costa Rica · Cuba · Dahomey · Denemarken · Dominicaanse Republiek · Duitse Democratische Republiek · Ecuador · Egypte · El Salvador · Ethiopië · Fiji · Filipijnen · Finland · Frankrijk · Gabon · Ghana · Griekenland · Groot-Brittannië · Guatemala · Guyana · Haïti · Hongarije · Hongkong · Ierland · IJsland · India · Indonesië · Iran · Israël · Italië · Ivoorkust · Jamaica · Japan · Joegoslavië · Kameroen · Kenia · Khmerrepubliek · Koeweit · Lesotho · Libanon · Liberia · Liechtenstein · Luxemburg · Madagaskar · Malawi · Maleisië · Mali · Malta · Marokko · Mexico · Monaco · Mongolië · Nederland · Nederlandse Antillen · Nepal · Nicaragua · Nieuw-Zeeland · Niger · Nigeria · Noord-Korea · Noorwegen · Oeganda · Oostenrijk · Opper-Volta · Pakistan · Panama · Paraguay · Peru · Polen · Portugal · Puerto Rico · Roemenië · San Marino · Saoedi-Arabië · Senegal · Singapore · Soedan · Somalië · Sovjet-Unie · Spanje · Suriname · Swaziland · Syrië · Taiwan · Tanzania · Thailand · Togo · Trinidad en Tobago · Tsjaad · Tsjecho-Slowakije · Tunesië · Turkije · Uruguay · Venezuela · Verenigde Staten · Vietnam · Zambia · Zuid-Korea · Zweden · Zwitserland